# Krjatschkiwka
Krjatschkiwka (ukrainisch Крячківка; russisch Крячковка Krjatschkowka) ist ein Dorf im Nordwesten der ukrainischen Oblast Poltawa mit 470 Einwohnern (2001).

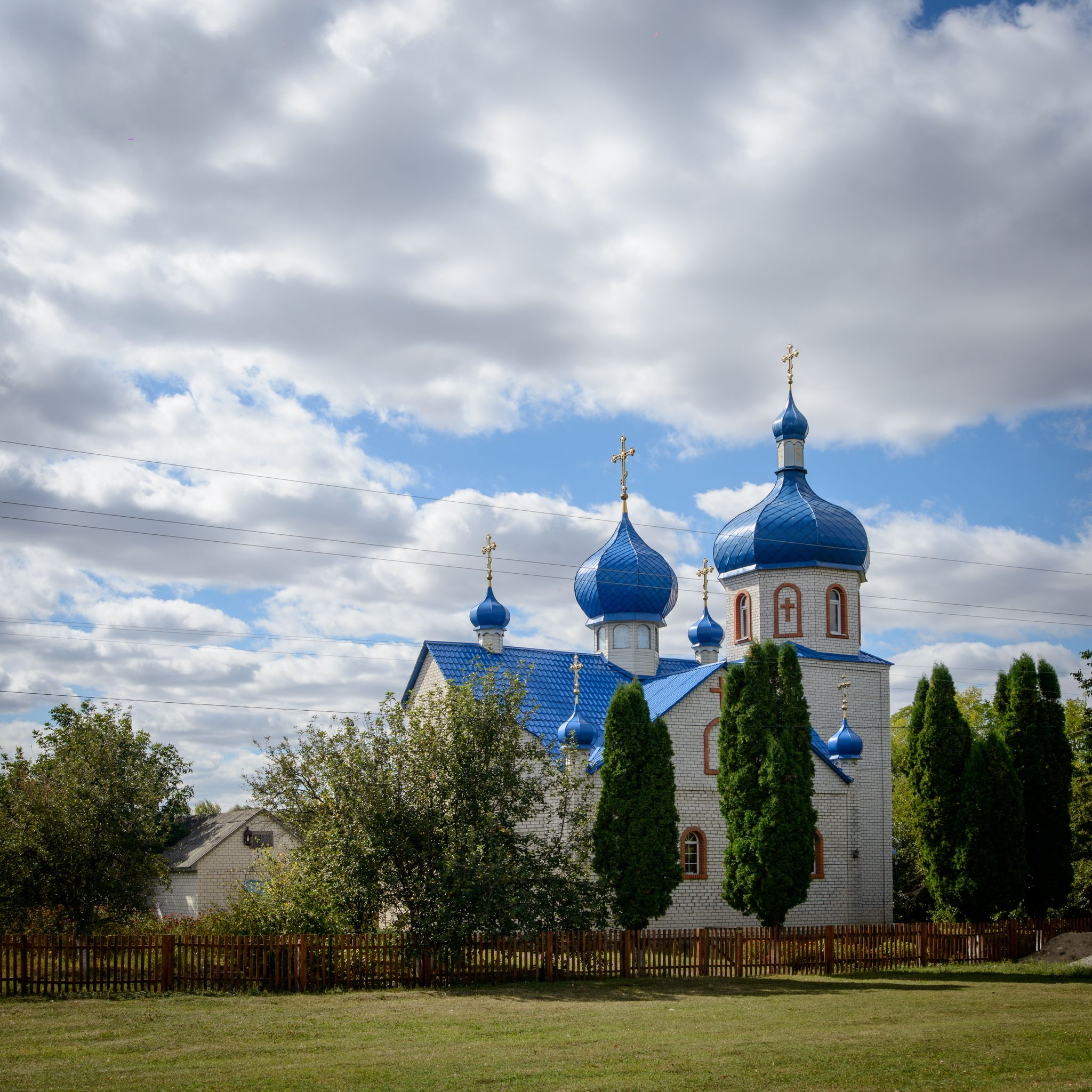
Kirche im Ort

Das Dorf liegt nördlich der Fernstraße M 03 am Ufer des Perewid (Перевід), einem 68 km langen Nebenflusses des Udaj. Krjatschkiwka befindet sich etwa 210 km nordwestlich vom Oblastzentrum Poltawa und 22 km nordwestlich vom ehemaligen Rajonzentrum Pyrjatyn.
Am 12. Juni 2020 wurde das Dorf ein Teil der Stadtgemeinde Pyrjatyn, bis dahin war es Teil der Landratsgemeinde Beresowa Rudka (Березоворудська сільська рада/Beresoworudska silska rada) im Nordwesten des Rajons Pyrjatyn.
Am 17. Juli 2020 kam es im Zuge einer großen Rajonsreform zum Anschluss des Rajonsgebietes an den Rajon Lubny.

## Persönlichkeiten
Im Dorf kam der ukrainische Ethnograph, Anthropologe und Archäologe Fedir Wowk (1847–1918) zur Welt.